# Španělák (rybník)
Rybníček Španělák o výměře vodní plochy 0,38 ha se nalézá na západním okraji lesa Svídník na katastrálním území obce Chmelovice v okrese Hradec Králové u účelové cesty spojující silnice č. 32337 a č. 324. Rybník je využíván místní organizací Českého rybářského svazu pro chov ryb a rybník slouží též jako lokální biocentrum pro rozmnožování obojživelníků.

## Galerie

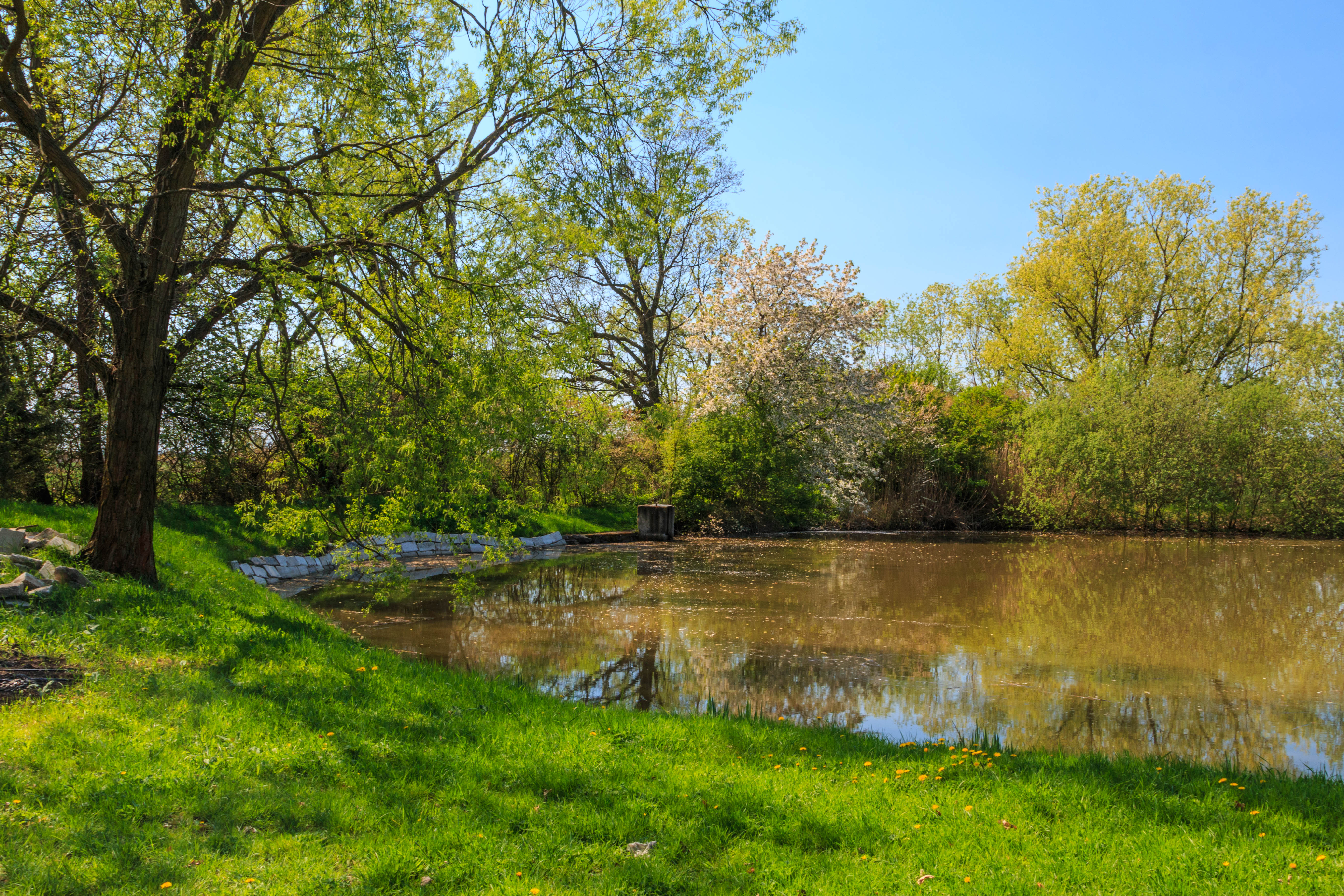
pohled na rybníček Španělák
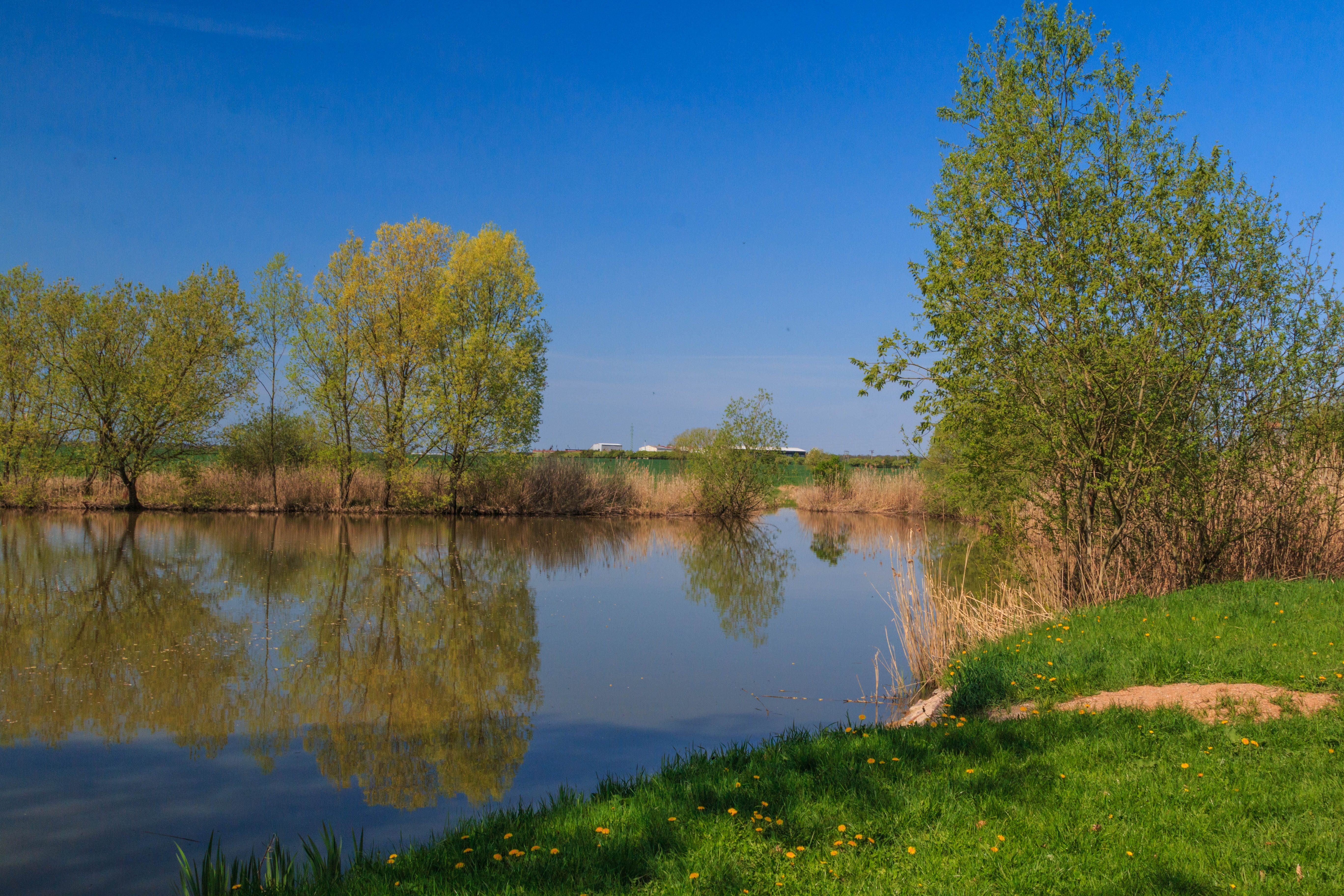
pohled na rybníček Španělák
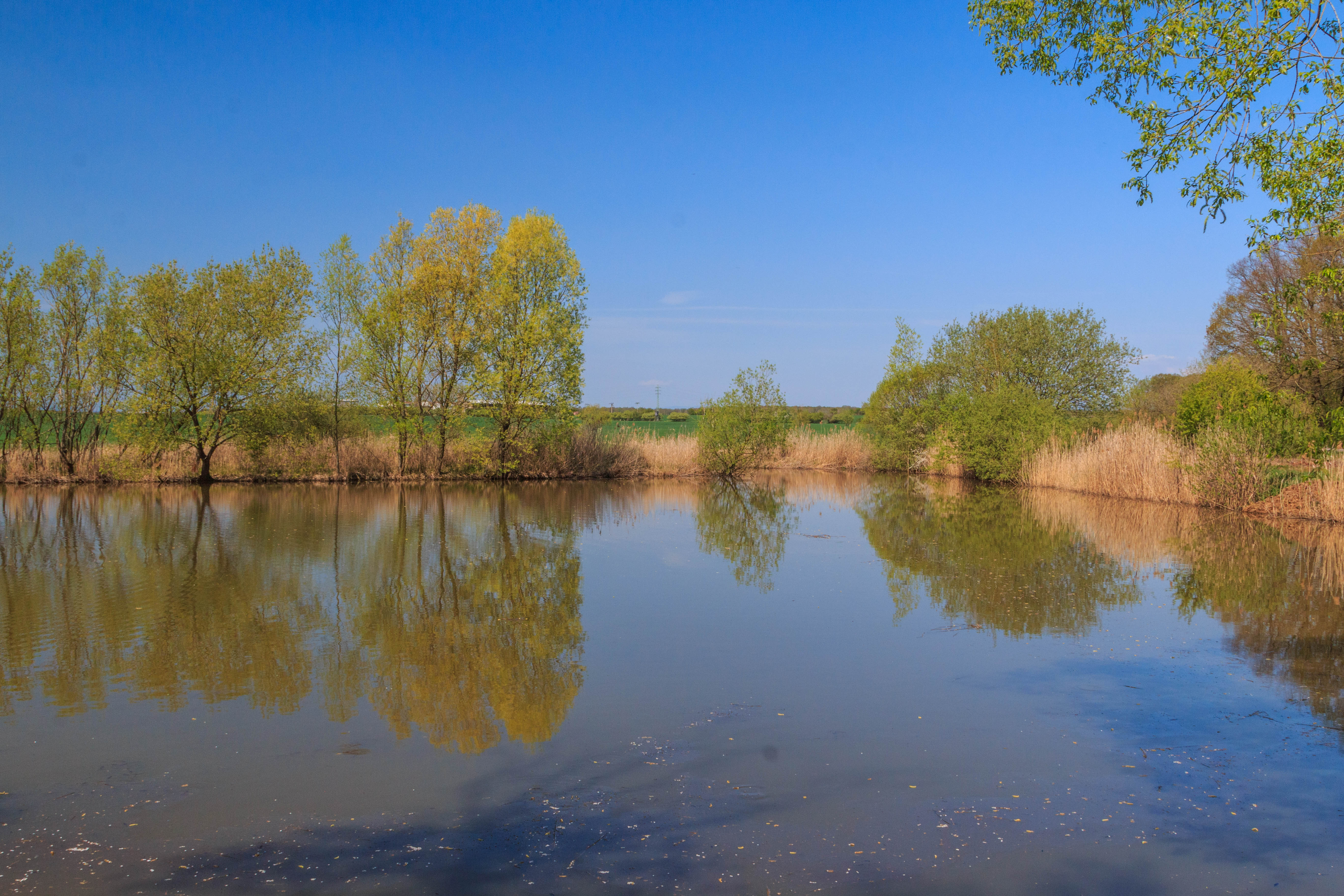
pohled na rybníček Španělák
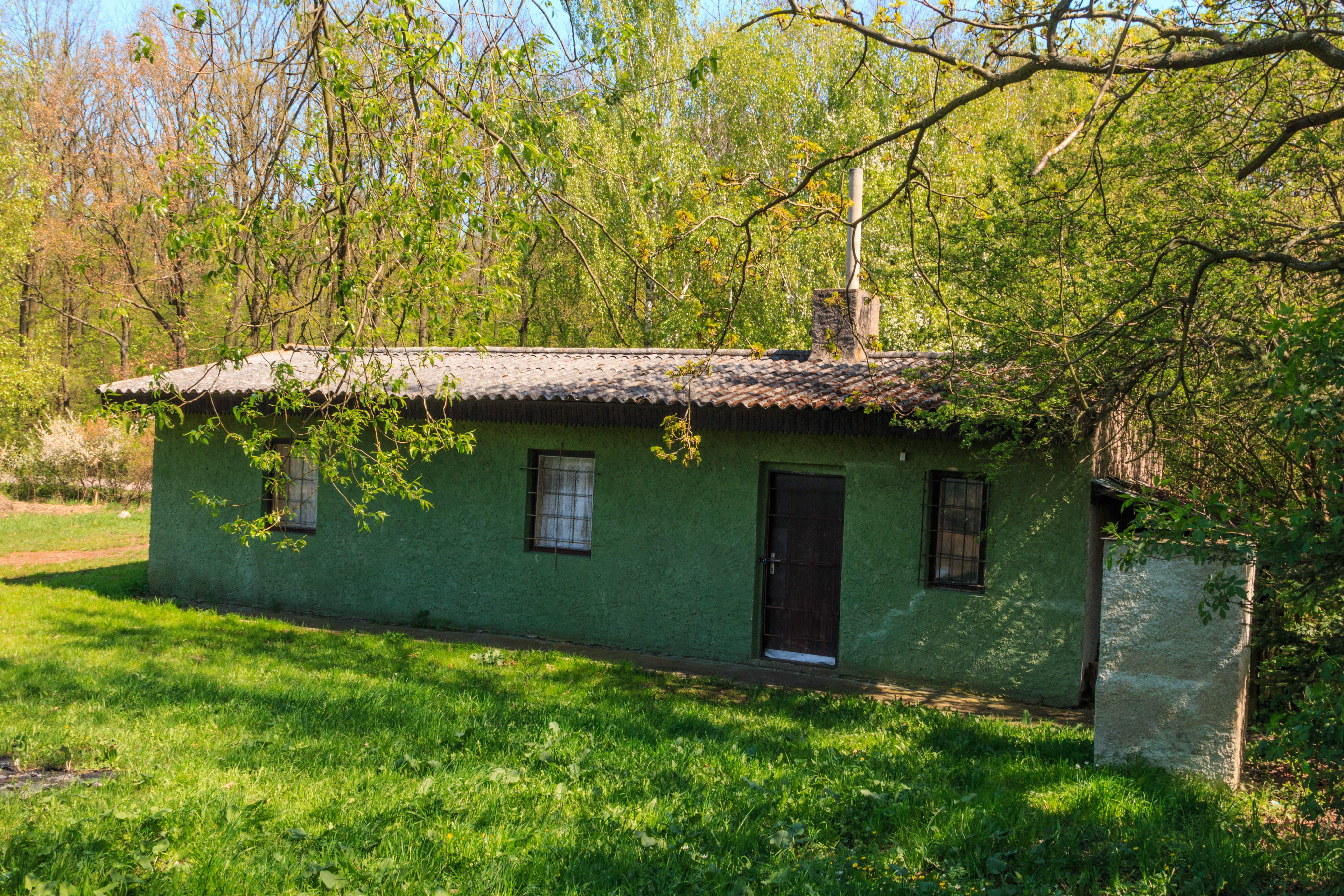
pohled na rybníček Španělák